# Giennadij Aleksandrow (lotnik)
Giennadij Pietrowicz Aleksandrow (ros. Геннадий Петрович Александров, ur. 22 listopada 1922 w Moskwie, zm. 25 stycznia 1945 w rejonie Katowic) – radziecki lotnik wojskowy, Bohater Związku Radzieckiego (1944).

## Życiorys
Urodził się w rodzinie robotniczej. Skończył szkołę średnią nr 327 w Moskwie i aeroklub, od 1940 służył w Armii Czerwonej. W 1941 ukończył wojskową lotniczą szkołę pilotów w Woroszyłowgradzie (obecnie Ługańsk), od 28 grudnia 1941 brał udział w walkach na froncie wojny z Niemcami. Walczył na Froncie Wołchowskim, Stalingradzkim, Kalinińskim, Północno-Zachodnim, ponownie Kalinińskim, Woroneskim, Stepowym, 2 i 1 Ukraińskim. Brał udział m.in. w operacji wielkołuckiej, diemjanskiej, rżewsko-wiaziemskiej, biełgorodzko-charkowskiej, wyzwalaniu Biełgorodu i Charkowa oraz Lewobrzeżnej Ukrainy i bitwie o Dniepr. Do 10 września 1943 jako dowódca eskadry 673 pułku lotnictwa szturmowego 266 Dywizji Lotnictwa Szturmowego 1 Korpusu Lotnictwa Szturmowego 5 Armii Powietrznej w stopniu starszego porucznika wykonał 88 lotów bojowych samolotem Ił-2, atakując siłę żywą i technikę wroga, pozycje artyleryjskie, punkty oporu i lotniska, zadając wrogowi duże straty. Został za to odznaczony tytułem Bohatera Związku Radzieckiego. Później uczestniczył w operacji humańsko-botoszańskiej, w tym w wyzwalaniu Humania, później w walkach na terytorium Mołdawii i Rumunii, operacji lwowsko-sandomierskiej (w tym w walkach o Lwów), walkach o Sandomierz (18 sierpnia 1944) i inne polskie miejscowości, walkach na przyczółku sandomierskim na zachodnim brzegu Wisły i atakowaniu niemieckich wojsk w rejonach Baranowa i Magnuszewa. Od 12 stycznia 1945 brał udział w operacji sandomiersko-śląskiej, podczas której zginął w rejonie Katowic. Został pochowany w Częstochowie.

## Odznaczenia
- Złota Gwiazda Bohatera Związku Radzieckiego (4 lutego 1944[2])
- Order Lenina (4 lutego 1944)
- Order Czerwonego Sztandaru (dwukrotnie, w tym 22 lipca 1943)
- Order Wojny Ojczyźnianej I klasy (1 września 1943)
- Order Czerwonej Gwiazdy (29 kwietnia 1943)